# 蛭川雄二
蛭川 雄二（ひるかわ ゆうじ、1971年2月6日 - ）は、KYT鹿児島讀賣テレビの社員・プロデューサー・元アナウンサー。

## 来歴・人物
鹿児島県鹿屋市出身。鹿児島県立鹿屋高校、立教大学を卒業後、1994年KYT開局とともに入社した。
開局当時は営業局に所属。その後編成部を経て、2000年に報道局社会部へ異動。2005年10月に「KYTニュースプラス1」のキャスターに起用された。
近藤久美子の異動により、1994年入社組で唯一のアナウンサーとなった。
アナウンサーへの起用当初はKYTニュースプラス1の前任者長島崇彦や共演していた徳住有香（どちらも当時KYTアナウンサー）などから「ひるきゃわ」キャスターと呼ばれることがあった。
2020年12月時点では報道制作局に在籍していたが、2021年1月1日付の異動で編成局編成推進部の部長となり、アナウンサー職からは離れた。
2024年10月現在は「KYT news every.」や「かごピタFAMIRIAL」などKYT自社制作番組のチーフプロデューサーの業務を臨んでいる。

## 過去の担当番組
- KYTニュースプラス1
- KYT Newsリアルタイム
- いつでも4で  (山本さん、声のみ）
- KYTニュース（シフト勤務、～2020年12月25日）
- かごピタ 行ってみっが コーナーナレーション（番組開始～2021年度）

## リンク
- KYTアナウンサー紹介:蛭川雄二